# Konstanty Plisowski

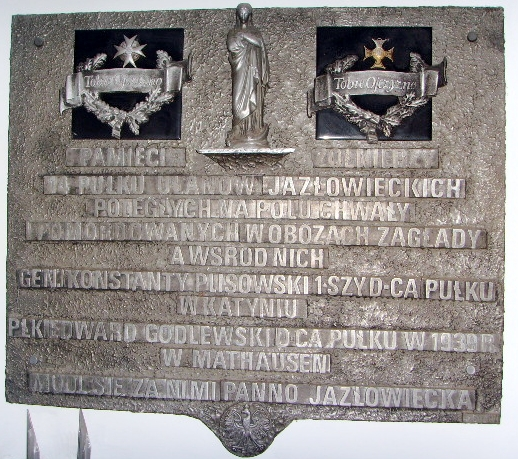
Tablica pamiątkowa w kościele św. Andrzeja Boboli w Londynie

Konstanty Plisowski (ur. 8 czerwca 1890 w Nowosiółce, zm. wiosną 1940 w Charkowie) – generał brygady Wojska Polskiego, dwukrotny kawaler Orderu Virtuti Militari, ofiara zbrodni katyńskiej.

## Życiorys
Syn Karola i Marii Ambrożyny z Hołubów urodzony w Nowosiółce w ówczesnym powiecie bałckim guberni podolskiej jako trzynaste dziecko małżonków. Pochodził ze szlacheckiej rodziny herbu Odrowąż. Absolwent Korpusu Kadetów w Odessie. W 1911 rozpoczął służbę w Armii Imperium Rosyjskiego. W czasie I wojny światowej walczył na froncie austriackim. Dowodził szwadronem w 12 Achtyrskim pułku huzarów. W kwietniu 1916 roku awansował na stopień sztabsrotmistrza.
W okresie od 23 stycznia do 2 marca 1918, na czele szwadronu złożonego z Polaków – żołnierzy 12 Dywizji Kawalerii, odbył 1400 kilometrowy marsz z Odessy do Twierdzy Bobrujsk. Tam objął dowództwo 4 szwadronu 3 pułku ułanów. 3 lipca 1918, po rozformowaniu pułku, razem z bratem Kazimierzem udał się na Kubań. Tam 8 września 1918 objął dowództwo dywizjonu 1 Dywizji Jazdy przy 4 Dywizji Strzelców Polskich. W trzeciej dekadzie stycznia 1919 w Odessie objął dowództwo pułku ułanów 1 Dywizji Jazdy. Oddział liczył 98 oficerów oraz 530 podoficerów i ułanów w czterech szwadronach liniowych, szwadronie karabinów maszynowych i plutonie łączności. 1 szwadron pułku walczył u boku wojsk francuskich, greckich i „białych” rosyjskich z bolszewikami w okolicach Odessy i pod Tyraspolem. W kwietniu siły koalicyjne opuściły Odessę, odchodząc do Besarabii w Rumunii. Polacy osłaniali odwrót sojuszników, a pułk ułanów przekroczył graniczny Dniestr jako ostatni. Po dwumiesięcznym pobycie w Besarabii 15 czerwca 1919 roku niedaleko Śniatynia pułk ułanów pod komendą Plisowskiego przekroczył granicę rumuńską i przybył do Polski.
Brał udział w wojnie polsko-ukraińskiej. 11 lipca 1919 roku dowodził szarżą pod Jazłowcem. 12 sierpnia jego oddział przemianowany został na 14 pułk Ułanów Jazłowieckich. 22 sierpnia 1919 roku Naczelny Wódz mianował go z dniem 1 sierpnia 1919 roku pułkownikiem „za wybitne czyny w czasie ostatnich akcji na froncie”. W wojnie 1920 dowodził 4. i 6 Brygadą Jazdy – jako pierwszy jej dowódca. W czasie swojej wieloletniej służby wojskowej zajmował szereg stanowisk dowódczych, sztabowych – będąc też wykładowcą i teoretykiem myśli wojskowej. 29 listopada 1927 roku został zwolniony ze stanowiska dowódcy 6 Samodzielnej Brygady Kawalerii w Stanisławowie i wyznaczony na stanowisko dowódcy 5 Samodzielnej Brygady Kawalerii w Krakowie.
1 stycznia 1929 Prezydent RP Ignacy Mościcki nadał mu stopień generała brygady ze starszeństwem z dniem 1 stycznia 1929 roku i 6. lokatą w korpusie generałów. 31 marca 1930 został zwolniony ze stanowiska dowódcy 5 Samodzielnej Brygady Kawalerii „z równoczesnym oddaniem do dyspozycji ministra spraw wojskowych i zachowaniem dotychczasowego dodatku służbowego”. Z dniem 31 grudnia 1930 został przeniesiony w stan spoczynku.
Dowodził obroną Twierdzy Brzeskiej w 1939. Po opuszczeniu twierdzy w nocy z 16 na 17 września, poprowadził swój oddział do zgrupowania Franciszka Kleeberga. Sam objął funkcję zastępcy Grupy Operacyjnej Kawalerii Władysława Andersa. W dniach 24-28 września dowodził Nowogródzką Brygadą Kawalerii, która przebijając się na południe, staczała walki tak z Niemcami, jak i Sowietami. 28 września dostał się do niewoli sowieckiej i wkrótce potem odstawiono go do obozu jenieckiego w Starobielsku. Wiosną 1940 został zamordowany w Charkowie przez NKWD i pogrzebany w Piatichatkach, gdzie od 17 czerwca 2000 mieści się oficjalnie Cmentarz Ofiar Totalitaryzmu w Charkowie. Figuruje na Liście Starobielskiej pod pozycją 2585. Jego grób symboliczny znajduje się na Cmentarzu Wojskowym na Powązkach w Warszawie (kwatera B II 30-2-19). 

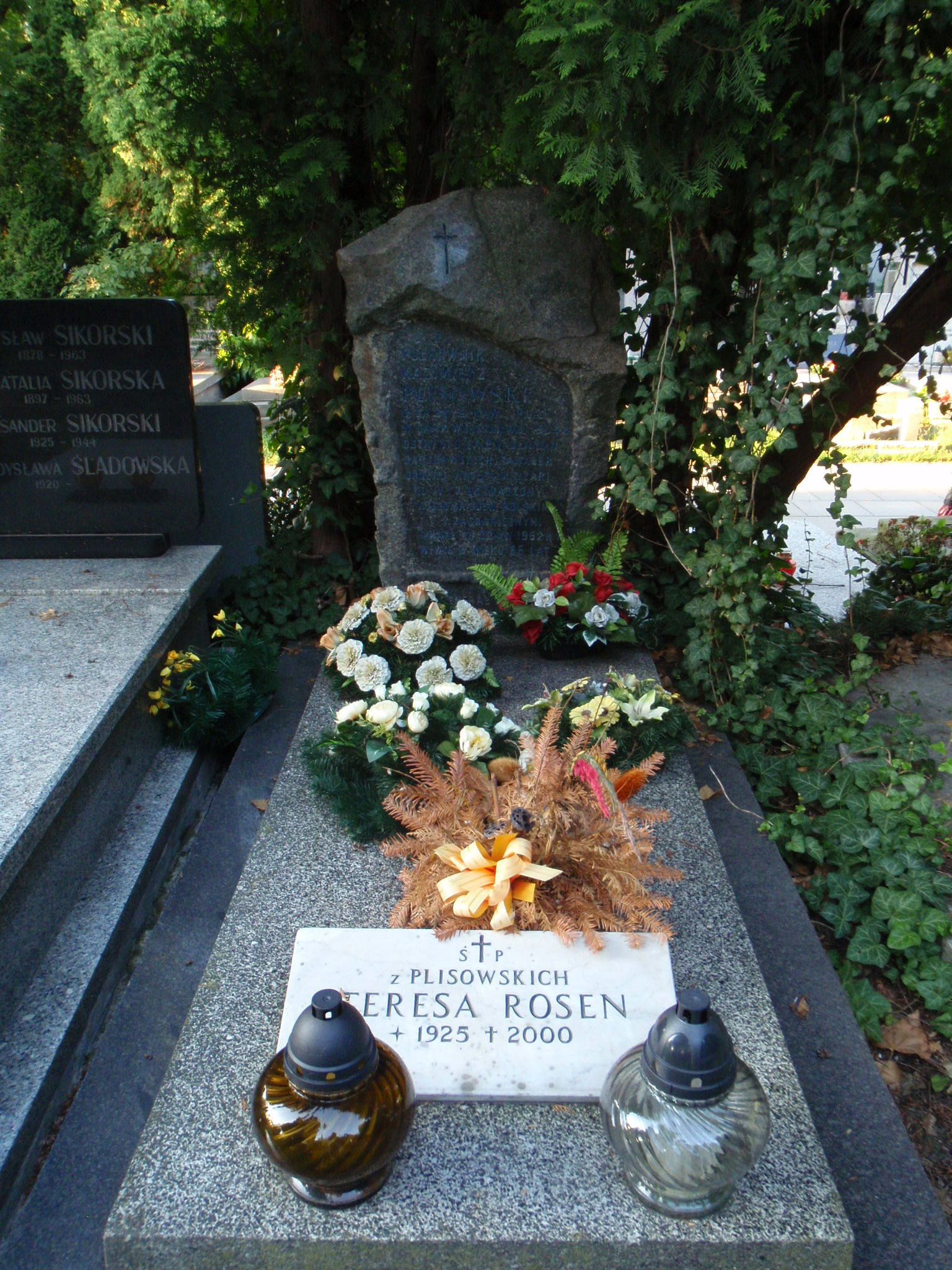
Grób Kazimierza i symboliczny Konstantego Plisowskiego na Cmentarzu Wojskowym na Powązkach w Warszawie

## Rodzina
Własnej rodziny nie założył. Jego młodszym bratem był Kazimierz Plisowski (1896-1963), pułkownik kawalerii Wojska Polskiego.

## Upamiętnienie
Konstanty Plisowski został uhonorowany inskrypcją na tablicy pamiątkowej ku czci 14 pułku ułanów jazłowieckich, ustanowionej w kościele św. Andrzeja Boboli w Londynie.
Decyzją Nr 38/MON Ministra Obrony Narodowej z 20 marca 1996 6 Brygada Kawalerii Pancernej otrzymała jego imię.
Postanowieniem nr 112-48-07 Prezydenta RP Lecha Kaczyńskiego z 5 października 2007 został awansowany pośmiertnie do stopnia generała dywizji. Awans został ogłoszony 9 listopada 2007 w Warszawie, w trakcie uroczystości „Katyń Pamiętamy – Uczcijmy Pamięć Bohaterów”.

## Ordery i odznaczenia
- Krzyż Złoty Orderu Wojennego Virtuti Militari nr 148 – za kampanię wrześniową[16]
- Krzyż Srebrny Orderu Wojskowego Virtuti Militari (1921)[17][18]
- Krzyż Niepodległości (23 grudnia 1933)[19]
- Krzyż Walecznych (czterokrotnie)
- Medal Pamiątkowy za Wojnę 1918–1921[17]
- Medal Dziesięciolecia Odzyskanej Niepodległości[17]
- Krzyż Kawalerski Orderu Legii Honorowej (Francja, 1921)[17][20]
- Krzyż Wojenny (Francja)[17]
- Medal Pamiątkowy Wielkiej Wojny (Francja)[17]
- Order Świętego Włodzimierza 4 klasy z mieczami i kokardą (Imperium Rosyjskie, 1914)[21]
- Order Świętej Anny 2 klasy z mieczami (Imperium Rosyjskie, 1916)[4]
- Medal Zwycięstwa („Médaille Interalliée”) – 1925[22][17]